# Лёвами, Альбер
Альбер Лёвами (фр. Albert Levame; 19 января 1881, Монако, княжество Монако — 5 декабря 1958, Дублин, Ирландия) — монакский прелат и ватиканский дипломат. Титулярный архиепископ Херсонеса Таврического с 21 декабря 1933 по 5 декабря 1958. Апостольский нунций в Гондурасе с 21 декабря 1933 по 3 октября 1938. Апостольский нунций в Сальвадоре с 21 декабря 1933 по 10 ноября 1939. Апостольский делегат в Гватемале с 21 декабря 1933 по март 1936. Апостольский нунций в Гватемале с марта 1936 по 10 ноября 1939. Апостольский нунций в Уругвае с 10 ноября 1939 по 3 октября 1949. Апостольский нунций в Парагвае с 12 ноября 1939 по 17 декабря 1941. Апостольский интернунций в Египте с 3 октября 1949 по 16 июня 1954. Апостольский нунций в Ирландии с 16 июня 1954 по 5 декабря 1958.  